# XSPORT
XSPORT (раніше — «Хокей») — загальноукраїнський спортивно-пізнавальний канал. Почав тестове мовлення 16 січня 2012 року, повноцінне — 22 січня.
«XSPORT» позиціонує себе як український мультиспортивний канал, який пропагує здоровий спосіб життя. Поряд з класичними видами спорту — хокеєм, баскетболом, боксом, єдиноборствами, легкою атлетикою, волейболом, плаванням, гандболом, футболом, канал пропонує своїм глядачам програми про екстремальні види спорту, рибальський спорт, художні фільми на спортивну тематику, мотиваційні та розважальні програми.

## Історія
1 червня 2011 року Національна рада України з питань телебачення і радіомовлення на засіданні ухвалила рішення про видачу ліцензії на супутникове мовлення ТОВ «Тотвельд». Логотип і назва каналу згідно із заявкою — «Хокей». Тоді ж було оголошено, що канал розпочне мовлення «в січні — лютому 2012 року». 18 серпня 2011 телеканал став переможцем конкурсу Нацради і отримав ліцензію на етерне цифрове мовлення. Телеканал претендував на мовлення у форматі високої чіткості, але не потрапив до списку восьми телеканалів, які виграли тендер на HD-мовлення. Проте, від ідеї транслювати матчі в HD канал не відмовився, але це було можливо після того, як більшість арен стануть готові до такої можливості. Спочатку планувалося мовлення з супутника Astra 1G, але в грудні телеканал змінив рішення на користь супутника Amos 3.
Крім зміни супутника мовлення, телеканал змінив директора. 16 січня телеканал почав тестове мовлення з супутника Amos, а 20 січня розпочалося кодування сигналу в системі кодування BISS. 22 січня 2012 телеканал почав регулярне мовлення з прямої трансляції матчу НХЛ «Едмонтон» — «Калгарі», а офіційна церемонія запуску етеру відбулася того ж дня у Палаці спорту, напередодні матчу всіх зірок ПХЛ.
Наприкінці травня 2013 року власник каналу вирішив переоформити ліцензію і змінити назву каналу на «XSPORT», а також розширити концепцію мовлення, показуючи не тільки хокей, а й інші спортивні події. 10 червня 2013 відбувся офіційний ребрендинг каналу.
В умовах війни на Сході України, складної економічної ситуації в країні та нестабільності валютного курсу телеканал ухвалив рішення з 1 січня 2015 року зупинити власне телевізійне мовлення. В першу чергу, такі заходи були пов'язані з неможливістю сформувати бюджет для закупівлі якісного іноземного контенту, оплата якого здійснюється в доларах і євро. Таким чином, канал припинив мовлення для оптимізації технічних витрат. Що стосується онлайн-мовлення і офіційного сайту телеканалу «XSPORT», то на їх роботу таке рішення не вплинуло. Ресурс продовжив інформувати українських уболівальників про спортивні події на території України і по всьому світу.
13 квітня 2016 року XSPORT відновив мовлення на супутнику і в цифровій мережі DVB-T2 після вимушеної паузи. З 1 травня 2016 року мовить на супутнику Astra 4A, на транспондері «ТРК Україна» (12130 V 27500).
9 листопада 2017 року телеканал оновив логотип та графічне оформлення, які стали виконані у жовтих та синіх кольорах.
У зв'язку з російським вторгненням в Україну з 28 лютого по 14 квітня 2022 року телеканал цілодобово транслював інформаційний марафон «Єдині новини». В етері була відсутня реклама.
З 15 квітня 2022 року телеканал  відновив самостійне мовлення.

## XSPORT+
1 липня 2021 року запустився другий телеканал «XSPORT+», присвячений переважно українському спорту. Телеканал транслює національні змагання і міжнародні спортивні події за участю українців. Програмна сітка складається з турнірів з хокею, боксу, волейболу, боротьби, кіберспорту, змішаних єдиноборств, армреслінгу та інших видів спорту.
За словами представників каналу, метою створення «XSPORT+» є підтримка національного спорту та розвиток культури споживання спортивного контенту в Україні.

## Логотипи
Телеканал змінив 3 логотипи. Нинішній — 4-й за ліком
| Логотип | Опис |
| ------- | --- |
|         | З 22 січня 2012 по 9 червня 2013 року логотипом був паралелограм з білим жирним написом «ХОКЕЙ». Частина фігури ліворуч до літери «Х» була червоного кольору, інша — синього кольору. Знаходився у правому верхньому куті. |
|         | З 9 червня 2013 по 8 листопада 2017 року використовувався схожий логотип, але з написом «XSPORT» і яскравішого забарвлення. Знаходився там само.                                                                           |
|         | З 9 листопада 2017 по 23 серпня 2020 року логотипом були жовтий квадрат з літерою «X» та синій прямокутник зі словом «SPORT».                                                                                              |
|         | З 24 серпня 2020 року по теперішній час використовується схожий логотип, але квадрат став помаранчевим, а прямокутник ― синім напівпрозорим. Змінився також шрифт напису «XSPORT».                                         |

## Мовлення

### Супутникове мовлення
| Супутник         | Стандарт | Частота | Символьна швидкість | Поляризація       | FEC | Формат зображення | Помітки | Кодування |
| ---------------- | -------- | ------- | ------------------- | ----------------- | --- | ----------------- | ------- | --------- |
| Astra 4A (4.8°E) | DVB-S2   | 11766   | 30000               | горизонтальна (H) | 2/3 | MPEG-4            | EPG     | BISS      |

### Етерне цифрове мовлення
| Канал | Мультиплекс | Стандарт | EPG        | Формат мовлення |
| ----- | ----------- | -------- | ---------- | --------------- |
| 6     | MX-3        | DVB-T2   | Green tick | SD 576i 16:9    |

### IPTV/OTT, кабельне телебачення
Телеканал доступний у кабельних мережах і мережах IPTV/OTT «Volia», «Megogo» тощо.

## Програмна сітка

### Трансляції
- Хокей: Чемпіонат світу, U-20, УХ
- Бокс: Union Boxing Promotion, Sparta Boxing Promotions, KOTV Classics
- MMA: MMA Pro Ukraine, Mix Fight Promotions, Пересвіт Промоушн, Федерація змішаних єдиноборств України, WWFC
- Баскетбол: Чемпіонат світу, Євробаскет, українська Суперліга
- Гандбол: Чемпіонат Європи 2016
- Кіберспорт
- Волейбол
- Футбол: (ПФЛ) та футзал (Екстра-ліга)
- Універсіада

### Програми
- XSPORT News
- Як я став хокеїстом
- Fight life
- Огляд УХЛ
- Бійцівський клуб
- XSPORT MOTO
- XSPORT VLOG
- Україна футбольна
- Наш теніс
- Час чемпіонів
- XSPORT STUDIO

#### XSPORT+
- Льодовиковий період
- XSPORT Review
- Бійцівський клуб
- Fight life
- XSPORT MOTO

## Співробітники

### Керівництво
- Директор Олег Шадрунов
- Головний редактор Олександр Сукманський
- Програмний директор Юрій Мошун

## Порушення в День пам'яті Героїв Небесної Сотні (2020)
Моніторинг Національної ради з питань телебачення та радіомовлення показав, що телеканал «XSPORT» не поширював інформацію про День пам'яті Героїв Небесної Сотні 20 лютого 2020 року у повному обсязі, а саме мінімум — раз в дві години.

## Нагороди і премії
- Найкраще Електронне ЗМІ (2016)
- Найкраще Електронне видання року (відділ спорту) (2017)
- Краще спортивне ЗМІ (2018)